# Pterisanthes glabra
Pterisanthes glabra är en vinväxtart som beskrevs av Henry Nicholas Ridley. Pterisanthes glabra ingår i släktet Pterisanthes och familjen vinväxter. Inga underarter finns listade i Catalogue of Life.